# Raimund Grübl

Raimund Grübl

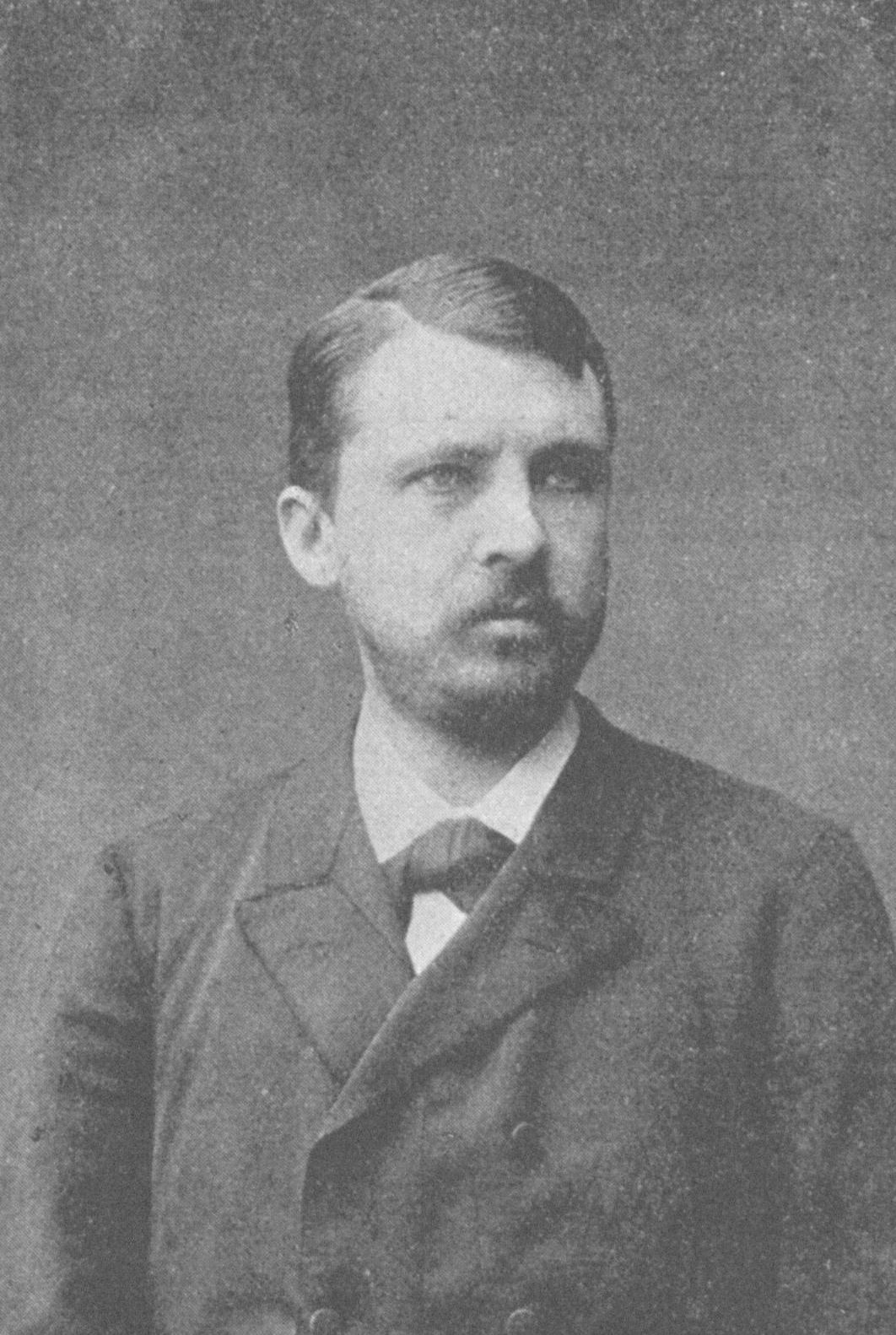
Raimund Grübl, fotografiert von Rudolf Krziwanek

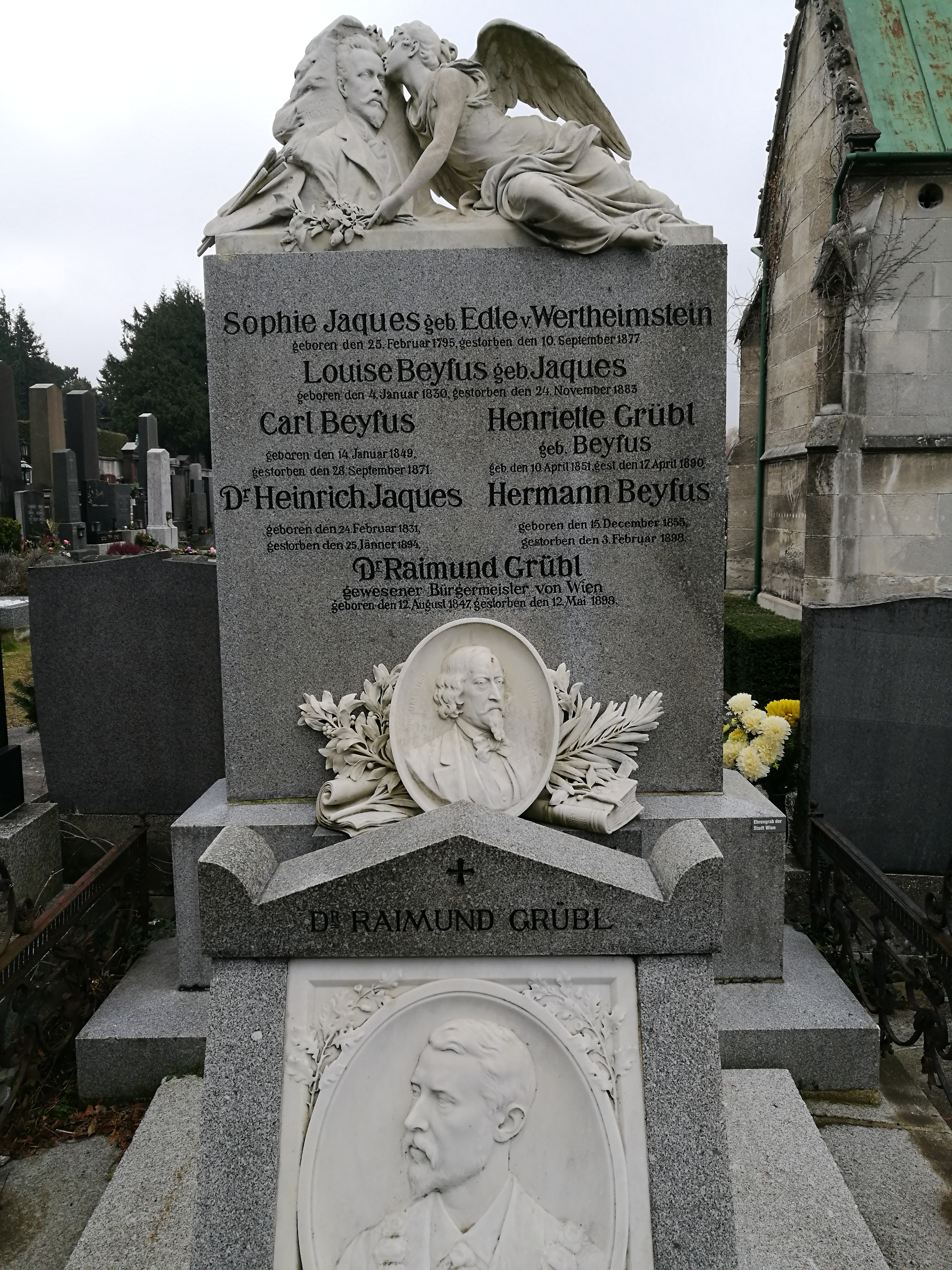
Grab von Raimund Grübl am Hietzinger Friedhof

Raimund Grübl (* 12. August 1847 in Wien; † 12. Mai 1898 ebenda) war ein österreichischer Jurist und Politiker. Zwischen 1894 und 1895 war er der letzte liberale Bürgermeister von Wien.

## Leben
Grübl besuchte das Akademische Gymnasium in Wien und studierte im Anschluss daran an der Universität Wien Rechtswissenschaft. 1870 promovierte er und arbeitete als Rechtsanwalt.
Seine politische Laufbahn begann 1878, als er sich den Liberalen anschloss. 1880 wurde Grübl in den Wiener Gemeinderat gewählt. Ab 1891 diente er als Stadtrat und im Jahr darauf wurde er unter Johann Prix Vizebürgermeister der Stadt. Nach dessen Tod im Februar 1894 übernahm Grübl am 14. März 1894 seine Nachfolge.
Infolge des schlechten Abschneidens der Liberalen bei der Gemeinderatswahl trat er am 14. Mai 1895 freiwillig zurück. Nachfolger im Amt wurde der Regierungskommissär Hans von Friebeis.
Sein ehrenhalber gewidmetes Grab befindet sich auf dem Hietzinger Friedhof (Gruppe 11, Nummer 118). In dieser Gruft ruht auch der Jurist und Politiker Heinrich Jaques, Onkel von Raimund Grübls Ehefrau Henriette Gabriele Beyfus (1851–1890).